# Nowo Seło
Nowo Seło (mac. Ново Село) – wieś w Macedonii Północnej; 2 756 mieszkańców (2002). Ośrodek administracyjny gminy Nowo Seło.